# Laky Gábor
Alistáli Laky Gábor (Nemesócsa, 1765. október 8. – Komárom, 1848. június 9.) táblabíró, országgyűlési követ, városi tanácsos.

## Élete
1827-ben megyei tiszteletbeli alügyész volt; azután Komárom város tanácsosa (1829-1847), országgyűlési követ és Komárom megye táblabírája.

## Kézirati műve
- Libellus Synopticus antiqua privilegia, jura et libertates liberae ac regiae civitatis Komárom continens. Ad archivum tavernicale depositus 1830 (Magyarázó bevezetéssel. Ívrét 63 lap. Gyűjteményemben.)